# Holyrood Palace

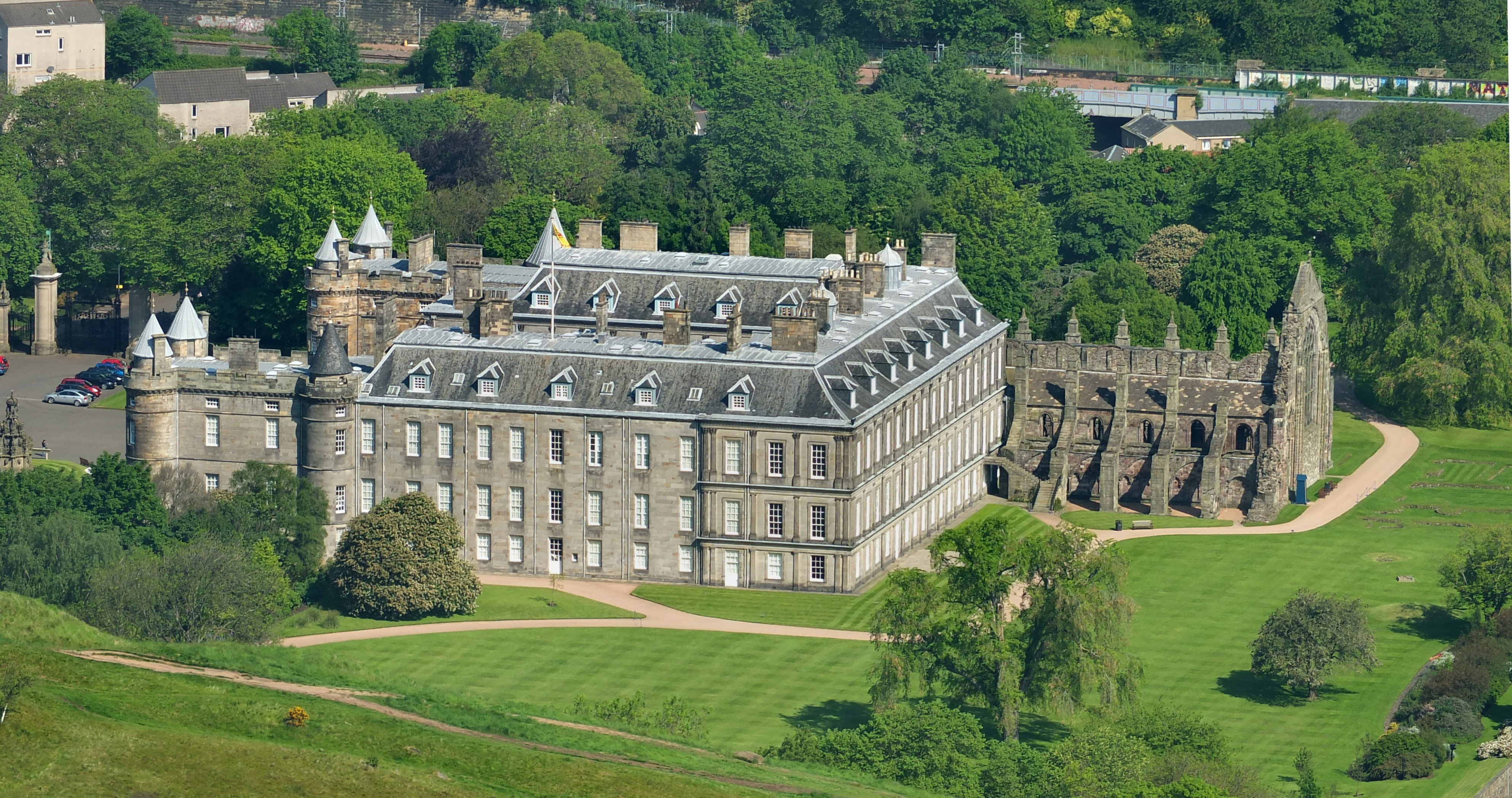
Holyrood Palace, von Arthur’s Seat aus gesehen

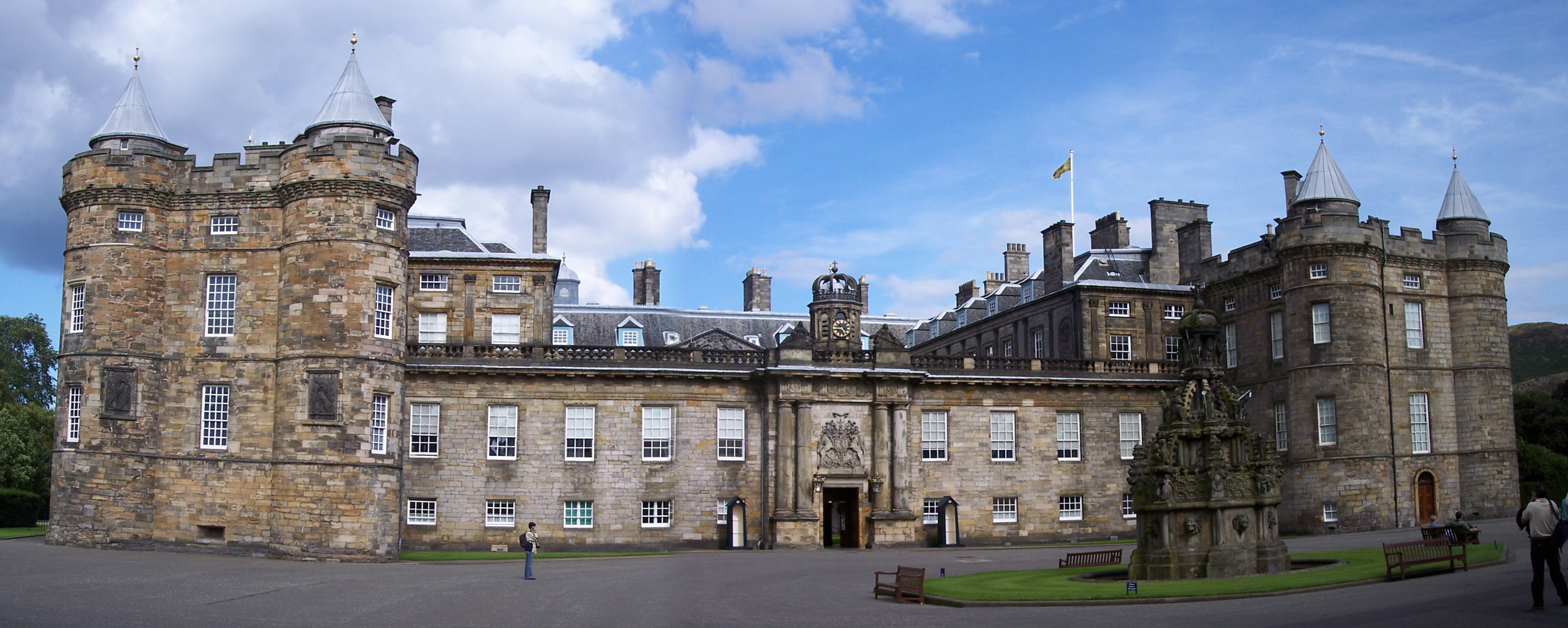
Eingangsfassade

Holyrood Palace oder Palace of Holyroodhouse in Edinburgh ist die offizielle Residenz des britischen Königs in Schottland. Der Palast befindet sich am östlichen Ende der Royal Mile, die von dort hinauf zum Edinburgh Castle führt. An das Schloss schließt sich der Holyrood Park an. Die Anlage steht seit dem 14. Dezember 1970 als Listed Building der Kategorie A unter Denkmalschutz.
Ursprünglich als Gästehaus der Abtei Holyrood Abbey errichtet, wurde das Gebäude unter Jakob IV. von Schottland ab 1501 durch einen Palast mit Turm, großem Saal, Kapelle und Torhaus ersetzt. Nachdem Jakob VI. von Schottland als Jakob I. den englischen Thron bestiegen hatte, zog der gesamte Hof von Edinburgh nach London um, und Holyrood Palace war lange Zeit ungenutzt. Anlässlich der Krönung Karls I. von England in Holyrood wurden Palast und Abtei renoviert, doch es war sein Sohn Karl II., der dem Schloss im Wesentlichen seine heutige äußere Gestalt gab. In der Zeit von 1671 bis 1679 entstand nach Plänen des Architekten William Bruce eine vierflügelige Anlage, in die die bereits vorhandene Bausubstanz einbezogen wurde. Der Neubau wurde im 19. Jahrhundert um einen Südwestturm ergänzt, um der Eingangsfassade ein symmetrisches Erscheinungsbild zu geben. Unter Georg V. erfolgte eine Modernisierung der Anlage, die seit den 1920er Jahren offizielle Residenz des britischen Monarchen in Schottland ist. Mindestens einmal im Jahr hielt sich Königin Elisabeth II. während der sogenannten Holyrood-Woche (englisch Holyrood week) in Holyrood Palace auf.

## Geschichte

### 12. bis 15. Jahrhundert
Die Abtei Holyrood Abbey, die sich auf dem Gelände des heutigen Palastes befindet, wurde im Jahre 1128 im Auftrag von König David I. gegründet. Als königliche Gründung und in der Nähe von Edinburgh Castle gelegen, wurde es ein wichtiges Verwaltungszentrum. Ein päpstlicher Legat traf dort im Jahre 1177 ein, während im Jahr 1189 ein Rat von Adligen zusammenkam, um über ein Lösegeld für den gefangenen König Wilhelm den Löwen (regierte als schottischer König von 1165 bis 1214) zu diskutieren. Das Parlament von Schottland versammelte sich zwischen 1256 und 1410 häufiger in der Abtei, und ab 1329 war sie wahrscheinlich bereits königliche Residenz. In 1370 wurde mit David II. der erste von mehreren schottischen Königen in Holyrood begraben. Jakob II. (englisch James II) wurde 1430 in Holyrood geboren, gekrönt, er heiratete hier und wurde auch hier begraben. Jakob III. (englisch James III) und Margarethe von Dänemark heirateten in Holyrood 1469. Die erste Königsresidenz befand sich im Gästehaus der Abtei, an der Stelle des heutigen Nordbereichs des Palastes. Im späteren 15. Jahrhundert waren bereits königliche Gemächer vorhanden.

### 16. Jahrhundert
Zwischen 1501 und 1505 wurde unter Jakob IV. ein neuer gotischer Palast neben der Abtei errichtet. Der Anstoß für den Bau kam wahrscheinlich von Jakobs Ehefrau Margaret Tudor. Die Entwürfe dazu stammten vermutlich von John Ayton. Der Palast wurde westlich der Abtei als Dreiflügelanlage in Form eines Hufeisens gebaut. Er umfasste eine Kapelle, Galerie, königliche Gemächer und einen großen Saal. Die Kapelle befand sich im Nordbereich des Vierecks, die Gemächer der Königin im südlichen Bereich.
Der Westbereich enthielt die Räume des Königs und den Eingang zum Palast. Jakob IV. überwachte den Bau eines zweigeschossigen Torhauses, Reste davon sind noch heute erhalten. Im Jahre 1512 wurde ein Löwenhaus für die Königsmenagerie gebaut, in der exotische Tiere gehalten wurden. Jakob V. fügte zwischen 1528 und 1536 Anbauten hinzu, zunächst den noch erhaltenen Nordwestturm, um Raum für neue königliche Gemächer zu schaffen. Die Süd- und Westbereiche wurden im Stil der Renaissance umgebaut, mit einer neuen Kapelle im südlichen Bereich. Die ehemalige Kapelle im nördlichen Bereich wurde in einen Ratssaal, in dem Festveranstaltungen stattfanden, umgewandelt. Der Westbereich enthielt die königliche Bibliothek und die königlichen Gemächer.
1544 während des Rough Wooing genannten Krieges wurden Edinburgh und Holyrood geplündert und niedergebrannt. Es wurde wieder aufgebaut, aber die Altäre wurden im Zuge der Reformation 1559 zerstört. Nach der schottischen Reformation wurden die Abteigebäude vernachlässigt, Chor und Querschiff der Klosterkirche wurden im Jahre 1570 abgerissen.
Die königlichen Gemächer im Nordwestturm des Palastes wurden von Maria Stuart ab ihrer Rückkehr nach Schottland im Jahr 1561 bis zu ihrer erzwungenen Abdankung im Jahr 1567 bewohnt. In Holyrood fanden Gespräche zwischen der Königin und John Knox statt. Dort heiratete sie am 29. Juli 1565 in der Kapelle ihren Cousin Henry Stuart, Lord Darnley und 1567 James Hepburn, 4. Earl of Bothwell. Die Eheschließung mit Darnley war nicht unumstritten, nicht zuletzt weil der schottische Adel einen protestantischen Ehemann vorgezogen hätte. In ihren privaten Gemächern wurde die Königin am 9. März 1566 Zeugin der Ermordung von David Rizzio, ihrem Privatsekretär, der wegen seines katholischen Glaubens auch dem Misstrauen des Adels ausgesetzt war. Durch eine politische Intrige war Marias Ehemann Lord Darnley davon überzeugt, Rizzio sei der Liebhaber der Königin. Mit seiner Hilfe drangen einige Adelige über die private Treppe, die Marias Gemächer mit den privaten Räumen Darnleys verband, in die Räume der Königin ein und ermordeten Rizzio mit 56 Messerstichen.
Während des nachfolgenden Aufstandes gegen die Königin beschoss William Kirkcaldy of Grange am 25. Juli 1571 den Palast mit Kanonen. Jakob VI. bezog Holyrood im Jahr 1579 im Alter von 13 Jahren. Seine Frau Anna von Dänemark wurde in der Klosterkirche im Jahre 1590 gekrönt. Dem Hofstaat im Palast gehörten zu jener Zeit rund 600 Personen an.

### 17. Jahrhundert

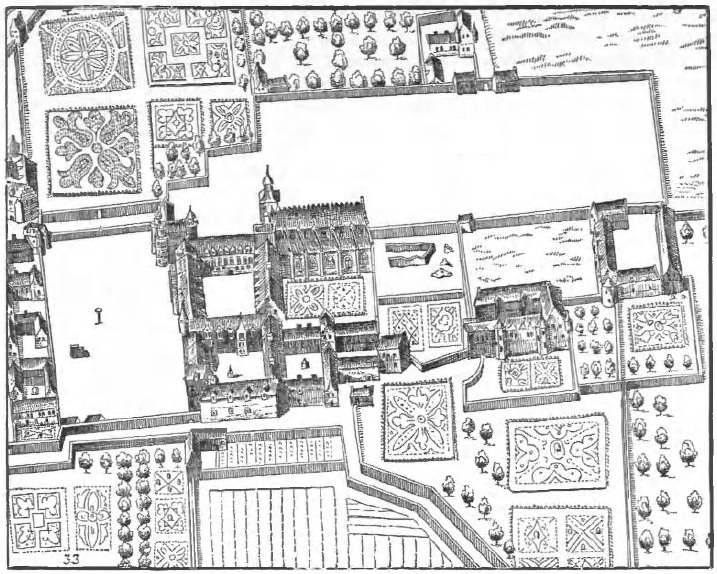
Holyrood Palace aus der Vogelperspektive, Ansicht von James Gordon, 1647

Als der schottische König 1603 als Jakob I. auch König von England wurde und nach London zog, war der Palast fortan keine königliche Residenz mehr. Für seinen Besuch im Jahr 1617 wurde die Kapelle renoviert. Weitere Reparaturen wurden im Rahmen der Vorbereitung für die Krönung von Karl I. als König von Schottland in Holyrood 1633 vorgenommen.
Im September 1650 brannte der Ostbereich der Anlage während der Besetzung von Holyrood durch Soldaten Oliver Cromwells ab. Danach wurden die östlichen Teile des Palastes aufgegeben. Die übrigen Bereiche wurden als Kaserne genutzt und 1659 ein zweistöckiger Flügel im Westen angebaut.
1660 wurde die Monarchie wiederhergestellt, indem das Parlament Karl II. die Königswürde für England und Schottland verlieh. Der Kronrat wurde wieder eingesetzt und tagte in Holyrood. Reparaturen wurden in Angriff genommen, um die Nutzung des Gebäudes durch den Earl of Lauderdale zu ermöglichen, den Staatssekretär für Schottland. Im Jahre 1670 wurden 30.000 Pfund durch den Kronrat für den Wiederaufbau von Holyrood Palace bereitgestellt.

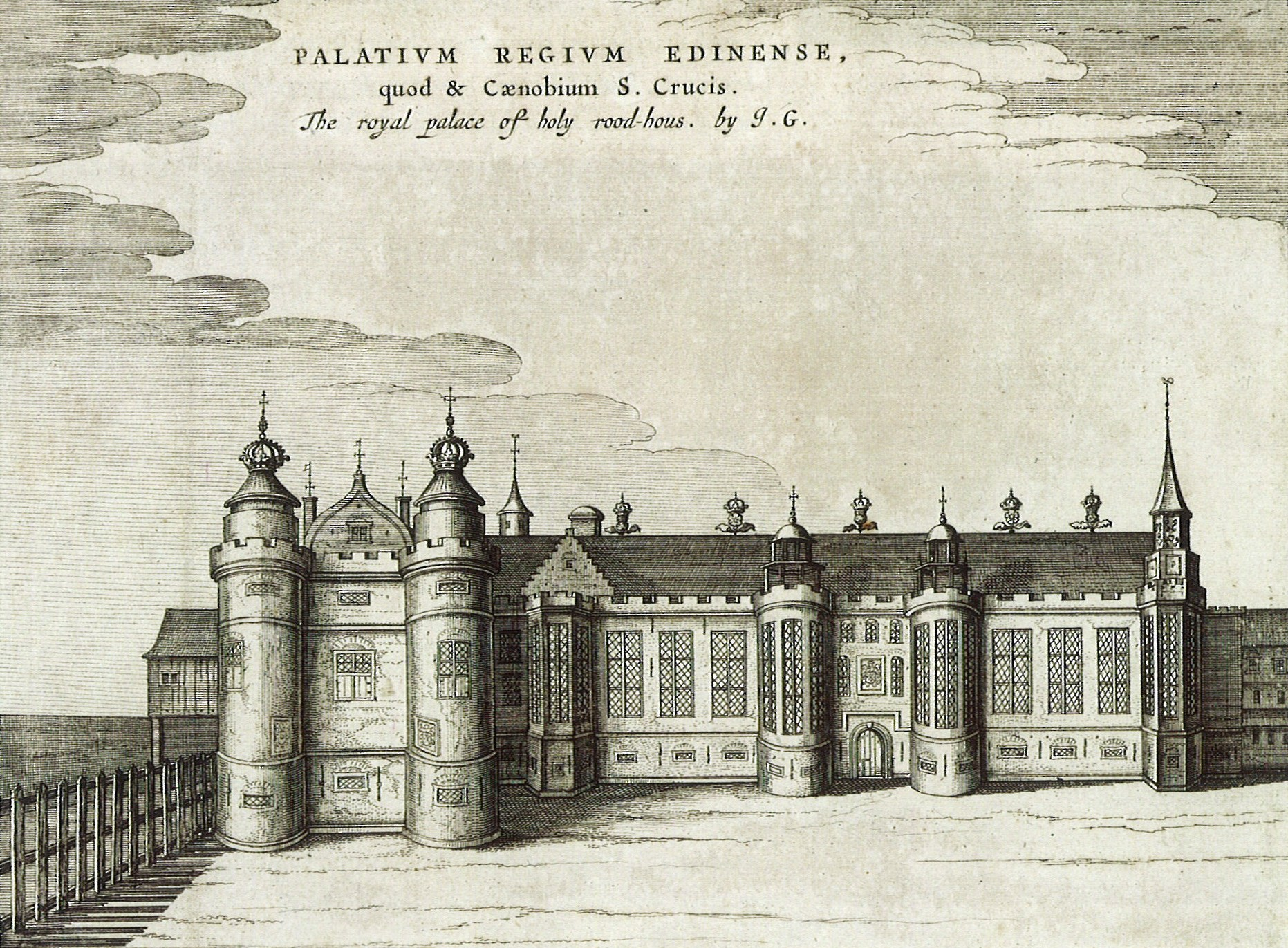
Holyrood Palace 1649

Pläne für eine durchgreifenden Umbau wurde von dem Architekten Sir William Bruce erarbeitet. Der Entwurf sah einen Südwestturm neben dem bestehenden Turm vor. Die Innenräume wurden neu gestaltet, es wurden Räume für die Königin auf der Westseite, für den König im Süden und Osten geschaffen. Die beiden Bereiche wurden durch eine Galerie im Nordflügel verbunden und eine Ratskammer im Südwestturm eingerichtet. Die Arbeiten begannen im Juli 1671, ausgehend von der Nordwestseite. 1675 bezog Lord Hatton als erster von vielen Adligen ein Appartement im Palast. Im folgenden Jahr wurde die Entscheidung getroffen, den Westbereich des Palastes zu verändern und einen Küchenblock im Südosten des Vierecks anzubauen. Die Beauftragung von William Bruce mit dem Wiederaufbau endete im Jahr 1678. Mit den restlichen Arbeiten wurde Lord Hatton betraut. 1679 waren die Arbeiten abgeschlossen.
Die Innenarbeiten waren noch im Gange, als Jakob, Herzog von Albany, der spätere König Jakob II. von England und Jakob VII. von Schottland, und seine Frau Maria Beatrice d’Este den Palast besuchten. Sie lebten dort zwischen 1680 und 1682 in einer Zeit, als die Popularität von Jakob in England durch die sogenannte Exclusion crisis stark gelitten hatte. Als er den Thron 1685 bestieg, richtete der katholische König ein Jesuitenkolleg im Südflügel des Palastes ein. Dieses wurde durch einen antikatholischen Mob nach Beginn der Glorious Revolution Ende 1688, die zur Absetzung des Königs führte, zerstört.

### 18. Jahrhundert
Nach dem Act of Union 1707 zwischen Schottland und England verlor das Schloss seine Hauptfunktion, wurde aber noch für die Wahlen der schottischen Repräsentanten im englischen Parlament verwendet. Die zahlreichen Adligen, denen im Obergeschoss des Palastes ein Wohnrecht gewährt worden war, konnten dieses weiterhin nutzen. Der Herzog von Hamilton hatte schon 1684 die Räume der Königin im alten Turm bezogen. Die Suite des Königs wurde mittlerweile vernachlässigt. 1745 bezog Bonnie Prince Charlie, der Enkel des abgesetzten Jakobs II., während seines Restaurationsversuchs für sechs Wochen den Palast. Nachdem er Richtung England weitergezogen und dort besiegt worden war, verwüsteten Soldaten, die zu Georg II. hielten, die Staatsappartements und zerschlitzten die Bilder der schottischen Könige in der Großen Galerie.

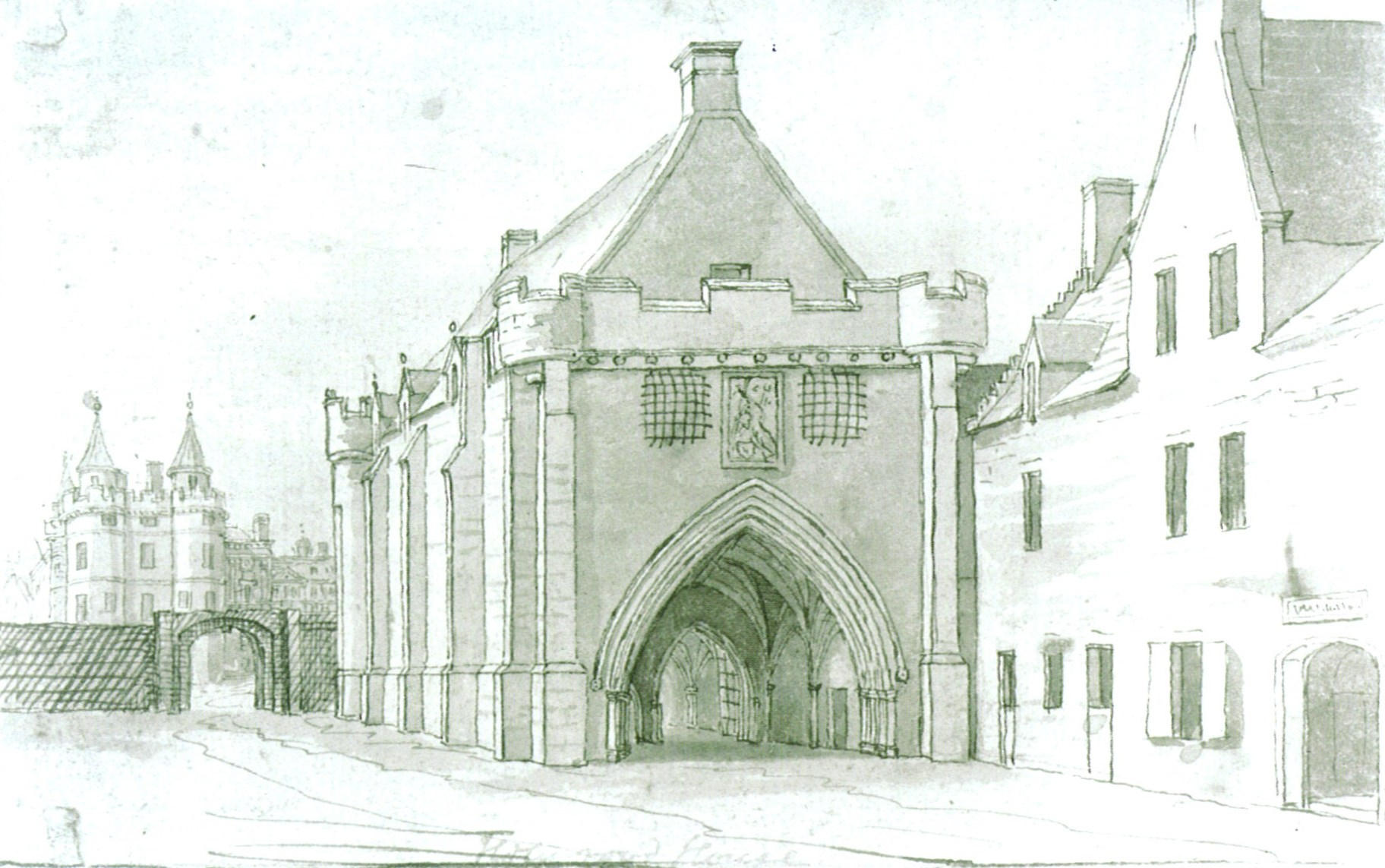
Das Torhaus, gebaut unter Jakob IV., Zeichnung von Thomas Sandby, 1746

Das Dach der Abteikirche brach im Jahre 1768 zusammen und wurde nicht wieder aufgebaut. Die Abtei besteht bis heute als Ruine weiter. Das Potential des Palastes als Touristenattraktion wurde bereits vom Herzog von Hamilton erkannt. Er erlaubte zahlenden Gäste die Besichtigung der Räume Maria Stuarts im Nordwestturm.
Der Bezirk von Holyrood Abbey war seit dem 16. Jahrhundert eine Zuflucht für Schuldner. Diese konnten ihren Gläubigern und einer Inhaftierung entgehen, indem sie sich innerhalb des Abteiareals niederließen. Daraus erwuchs eine kleine Gemeinde im Westen des Palastes. Die Bewohner, umgangssprachlich als Abbey Lairds bezeichnet, durften den Bezirk am Sonntag verlassen, da an diesem Tag keine Festnahmen erlaubt waren. Das Gebiet wurde von mehreren Konstablern, den Keepers of Holyroodhouse, bewacht. Heute sind die Konstabler eine zeremonielle Wache im Palast.

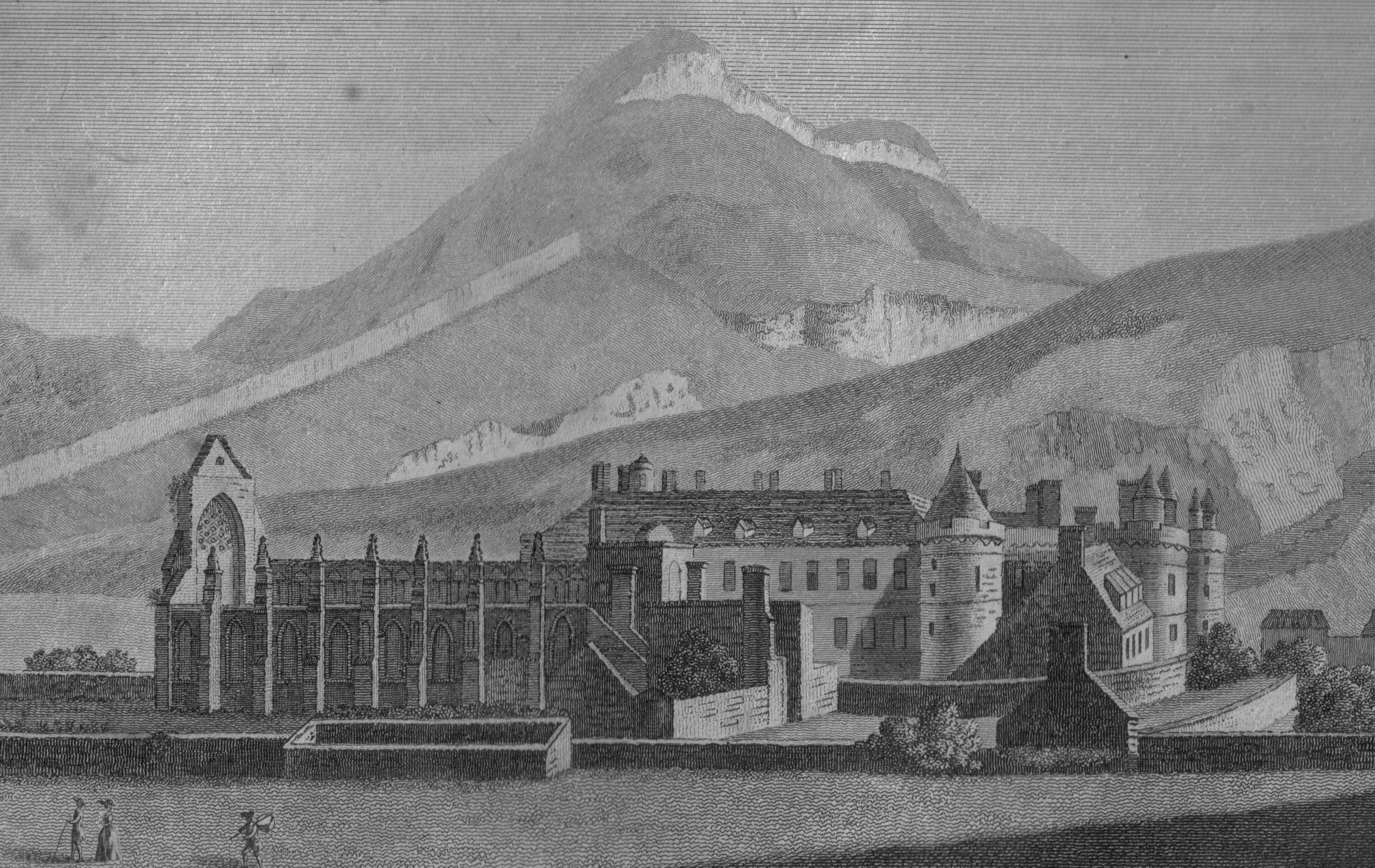
Holyrood Palace und Abtei 1789

### 19. Jahrhundert
Nach der Französischen Revolution nahm König Georg III. den ins Exil gegangenen jüngsten Bruder von Ludwig XVI., Charles Philippe de Bourbon, Graf von Artois, von 1796 bis 1803 im Holyrood Palace auf, wo er sich vor seinen Gläubigern versteckte. Während dieser Zeit wurden die Appartements des Königs renoviert. Der Graf von Artois bestieg 1824 als Karl X. den französischen Thron, kehrte aber nach der Julirevolution von 1830 als Haupt der abgesetzten älteren Bourbonenlinie mit Familie und Gefolgschaft nach Holyrood zurück, ehe Kaiser Franz I. von Österreich den Vertriebenen 1832 seine Gastfreundschaft und ein Asyl auf der Prager Burg anbot.
König Georg IV. war der erste regierende Monarch seit Karl I., der Holyrood Palace besuchte, und zwar während seines Besuchs in Schottland 1822. Obwohl er im Dalkeith House wohnte, gab der König einen Empfang in Holyrood. Dabei wurden ihm die historischen Appartements gezeigt. Er ordnete Reparaturen des Palastes an, jedoch mit der Einschränkung, dass die Räume von Maria Stuart auch in der Zukunft unverändert bleiben sollten. Während der nächsten zehn Jahre leitete Robert Reid die Umbauarbeiten, darunter den Abriss aller Gebäude im Norden und Süden des Gebäudevierecks. 1834 wurde unter König Wilhelm IV. vereinbart, dass der Lord High Commissioner to the General Assembly of the Church of Scotland die Generalversammlung der Church of Scotland im Palast stattfinden lassen durfte. Diese Tradition dauert bis heute an.
Beim ersten Besuch von Queen Victoria in Schottland im Jahr 1842 wohnte auch sie im Dalkeith House. Ein Ausbruch von Scharlach verhinderte einen Besuch in Holyrood Palace. Nach verschiedenen Umbauten in den darauffolgenden Jahren richtete sich Victoria 1871 eine Wohnung im zweiten Geschoss ein. Die ehemaligen königlichen Gemächer wurden in einen Speisesaal, Salons sowie einen Thronsaal umgewandelt. 1854 wurden die historischen Appartements im Nordwestturm für die Öffentlichkeit geöffnet.

### 20. und 21. Jahrhundert
Obwohl König Eduard VII. 1903 Holyrood Palace besucht hatte, blieb es seinem Nachfolger Georg V. überlassen, den Palast an die Anforderungen des 20. Jahrhunderts anzupassen. Zentralheizung und elektrisches Licht wurden im Jahr 1911 vor seinem ersten Besuch installiert, nach dem Ersten Weltkrieg wurden Bäder und Küchen modernisiert. In den 1920er Jahren wurde der Palast zur offiziellen Residenz des britischen Monarchen in Schottland ernannt sowie der Ort für regelmäßige königliche Zeremonien und Veranstaltungen.
Königin Elisabeth II. verbrachte regelmäßig im Sommer eine Woche in Holyrood Palace. In dieser Zeit fanden Amtseinführungen von Personen des öffentlichen Lebens in der Galerie statt und wurden Audienzen abgehalten sowie Gartenpartys veranstaltet. Während des königlichen Aufenthalts wird die schottische Variante der Flagge Royal Standard of the United Kingdom gehisst, zu allen anderen Zeiten die Flagge Royal Standard of Scotland. Bei den Besuchen der Königin bildete die Royal Company of Archers die zeremonielle Leibgarde. Kurz nach der Ankunft der Monarchin wurden der Königin im Vorhof des Palastes vom Lord Provost symbolisch die Schlüssel der Stadt Edinburgh angeboten. Die Monarchin lehnte die Annahme sinngemäß mit den Worten ab: „Ich gebe diese Schlüssel zurück in der Überzeugung, dass sie nicht in besseren Händen als denen des Lord Provost und des Rates meiner guten Stadt Edinburgh aufgehoben sind.“ Im Palast traf sich die Königin mit dem Ersten Minister Schottlands. Prinz Charles hielt sich ebenfalls für eine Woche im Jahr im Holyrood Palace auf. Er nahm seine Amtspflichten als Herzog von Rothesay wahr, während andere Mitglieder der königlichen Familie Holyrood Palace in einer weniger offiziellen Eigenschaft besuchten.
In ihrer Rolle als offizielle Residenz des Monarchen in Schottland wurde Holyrood Palace von einer Reihe von ausländischen Gästen und Würdenträgern besucht, darunter König Harald V. von Norwegen im Jahr 1994, Königin Margrethe II. von Dänemark, François Mitterrand, Helmut Kohl, Nelson Mandela und Wladimir Putin im Jahr 2003. 1992 fand eine Sitzung des Europarats während der britischen Ratspräsidentschaft im Palast statt.
Am 16. September 2010 war Papst Benedikt XVI. zu Gast im Palast. Es war der erste Staatsbesuch eines Papstes in Großbritannien. Diese Begegnung fand in Schottland statt, weil die Königin dort – anders als in England – nicht Oberhaupt der anglikanischen Landeskirche ist. Ihre Funktion als Oberhaupt der Church of England wird vom Heiligen Stuhl nicht anerkannt. Der noch heute geführte Titel der englischen Könige Defender of the Faith (lateinisch Fidei defensor) geht nicht auf die päpstliche Verleihung von 1521 zurück, sondern auf eine Entscheidung des Parlaments von 1544. Der Titel bezieht sich also auf die Verteidigung der anglikanisch-katholischen Reform und besitzt einen anti-römischen Aspekt.
Nach dem Tod von Königin Elisabeth II. am 8. September 2022 auf Balmoral Castle war im Rahmen der Trauerfeierlichkeiten erstes Ziel des Trauerzugs am 11. September 2022 Holyrood Palace. Dort wurde der Sarg im Thronsaal bis zur Überführung in die St Giles’ Cathedral am 12. September 2022 aufgebahrt.
Holyrood Palace ist Eigentum der Krone. Als offizielle königliche Residenz in Schottland ist die schottische Regierung für deren Unterhaltung verantwortlich. Diese wird vom Conservation Directorate of Historic Scotland sichergestellt. Mit dem Zugang für die Öffentlichkeit ist der Royal Collection Trust betraut. Die Einnahmen werden verwendet, um deren Arbeit als Hüterin der königlichen Sammlung zu unterstützen. 2024 betrug die Besucherzahl etwa 437.000 Personen.

## Beschreibung

### Architektur

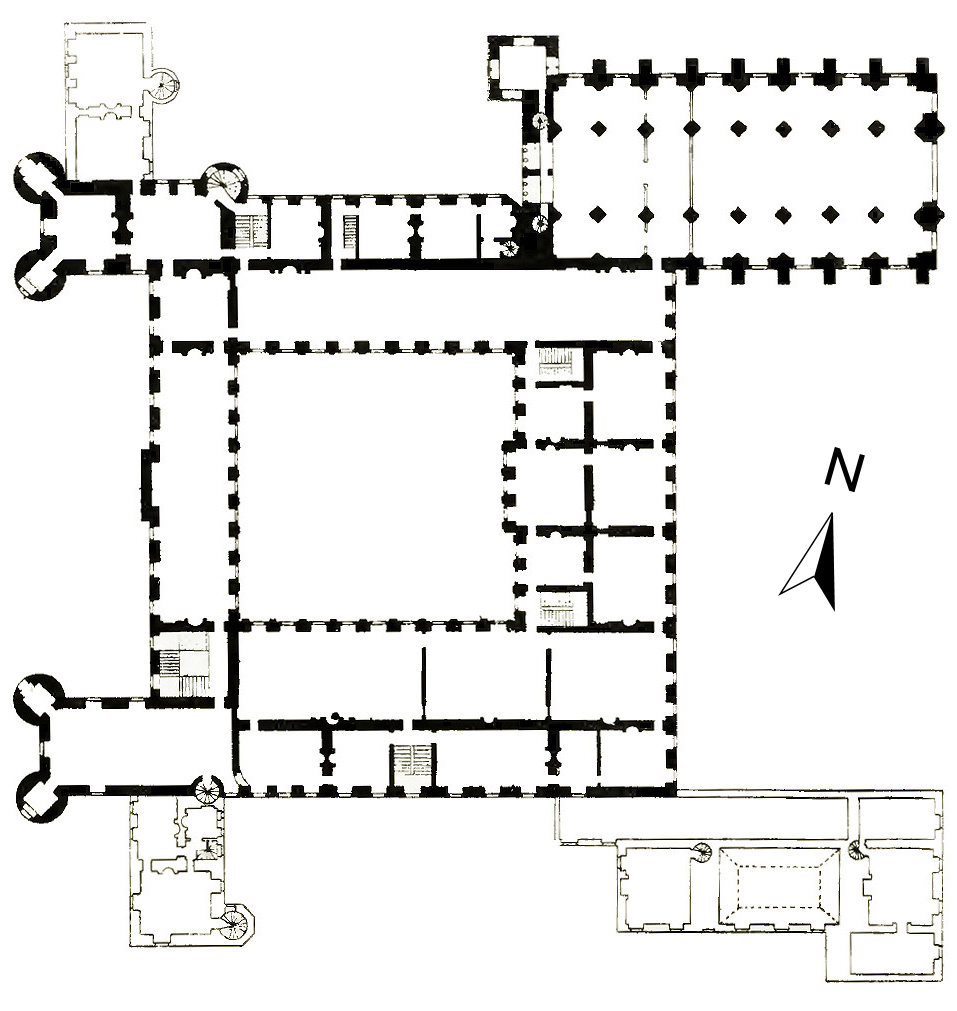
Grundriss des ersten Obergeschosses

Holyrood Palace ist eine geschlossene Vierflügelanlage mit einem quadratischen Grundriss von rund 70 × 70 Metern. Ältester Teil ist der Nordwestturm, der unter Jakob IV. begonnen und 1532 unter seinem Nachfolger Jakob V. fertiggestellt wurde. Sein Pendant an der südwestlichen Ecke des Schlossgevierts ist wesentlich jünger und entstand in seiner heutigen Form erst zwischen 1824 und 1834 nach Plänen Robert Reids, der den Palast symmetrisch gestalten wollte. Beide Türme besitzen kleine runde Ecktürme und einen Zinnenkranz. Die übrigen Partien der Anlage erhielten – mit Ausnahme des Westflügels – ihr Aussehen im Wesentlichen in der Zeit von 1671 bis 1678 nach Entwürfen von William Bruce, sodass Holyrood Palace eine Kombination von Renaissance- und Barockarchitektur ist. Der zweigeschossige Westflügel mit abschließender Baluster-Brüstung entstand in Cromwell’scher Zeit, wurde aber später unter Karl II. komplett umgestaltet. In seiner Mitte befindet sich das Hauptportal, das an beiden Seiten von gekoppelten dorischen Säulen mit dem königlichen schottischen Wappen flankiert wird. Bekrönt wird das Portal von einem achteckigen, laternenartigem Aufsatz, dessen Außenseite ein Zifferblatt trägt. Den Abschluss bildet eine Krone. Nach Durchschreiten des Eingangs steht der Besucher im Innenhof des Palasts. Die dreigeschossigen Hoffassaden des Nord-, Süd- und Ostflügels sind durch Pilaster vertikal gegliedert und folgen der typischen Superposition von klassischen Säulenordnungen: Im Erdgeschoss mit seiner offenen Galerie finden sich dorische Pilaster, gefolgt von ionischen im ersten und korinthischen im zweiten Obergeschoss. Der dem westlichen Eingangsflügel gegenüberliegende Osttrakt besitzt hofseitig einen dreiachsigen Mittelrisalit, der von einem Dreiecksgiebel abgeschlossen ist. An der Nordostecke schließt sich dem Schloss die Klosterkirche von Holyrood Abbey an.
Westlich vor dem Hauptgebäude liegt ein Vorplatz, in dessen Mitte ein Brunnen steht. Dieser ist eine Kopie des Brunnens im Schlosshof von Linlithgow Palace und wurde 1861 auf Initiative Queen Victorias anstelle einer Statue dort installiert. Die Spitze des Brunnens besteht aus einer Krone, auf der eine Kugel ruht. Auf dieser steht der schottische Löwe. Die Krone wird von Steinfiguren getragen, welche Soldaten der königlichen Leibgarde darstellen. Darunter finden sich Persönlichkeiten der schottischen und englischen Geschichte, zum Beispiel Maria Stuart, David Rizzio, Elisabeth I. und Oliver Cromwell. Zugang zum Schlossplatz bieten drei schmiedeeiserne Gittertore an der Nord-, Süd- und Westseite. Sie stammen vom Beginn der 1920er Jahre und zeigen Bronzefiguren des heiligen Andreas. Auf den Toraufsätzen thront die schottische Krone. Die Tore im Norden und Süden besitzen hohe, viereckige Torpfeiler, auf denen Löwen und Einhörner sitzen. Daneben befinden sich kleinere Schlupfpforten für Fußgänger.
Westlich des Platzes liegt ein Gebäudeensemble, bestehend aus dem Wachenhaus des 19. Jahrhunderts, der sich daran anschließenden ehemaligen Holyrood Free Church und einem Schulgebäude aus den 1840er Jahren. Sie beheimaten heute die Queen’s Gallery, die Exponate aus der Royal Collection zeigt.

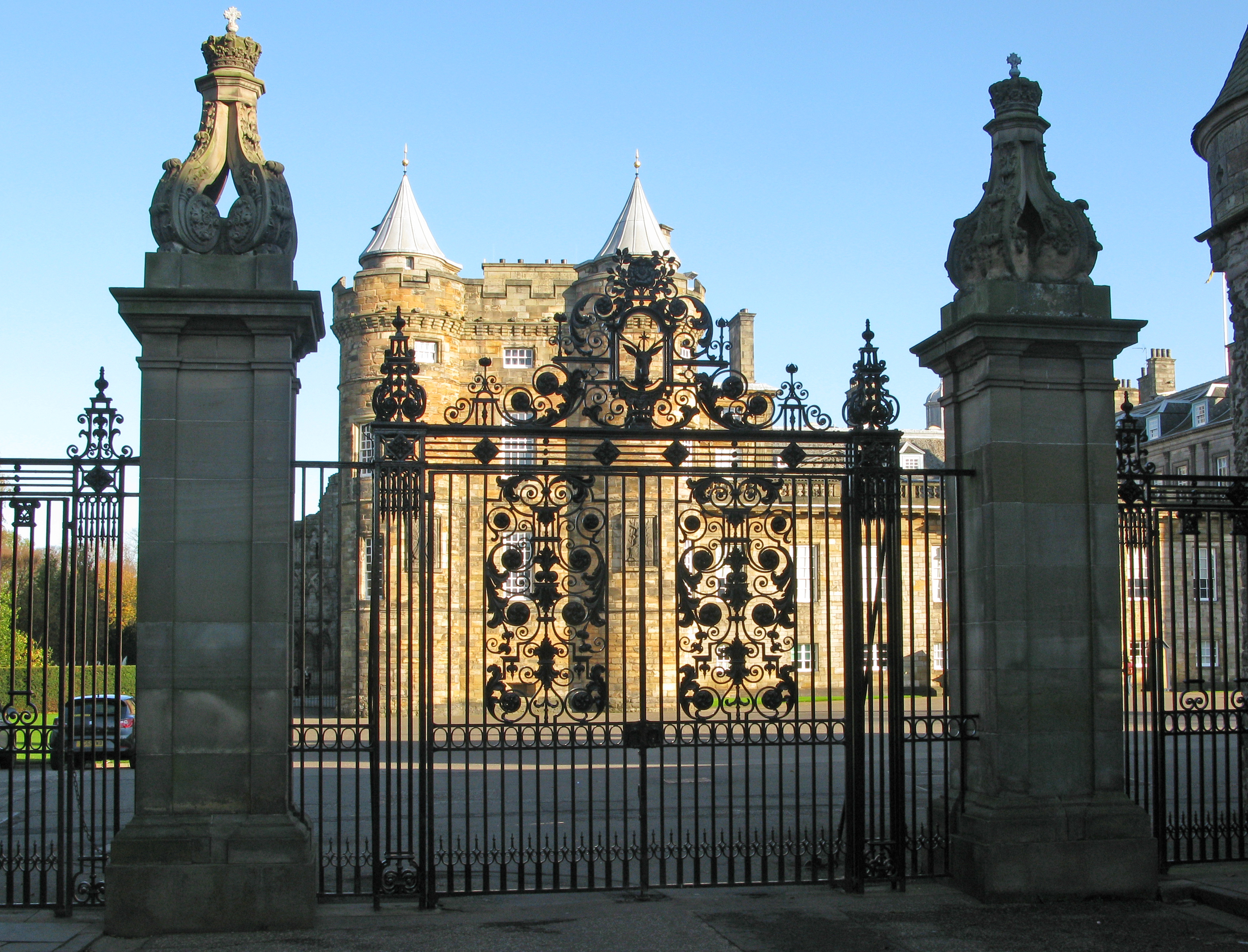
Gittertor
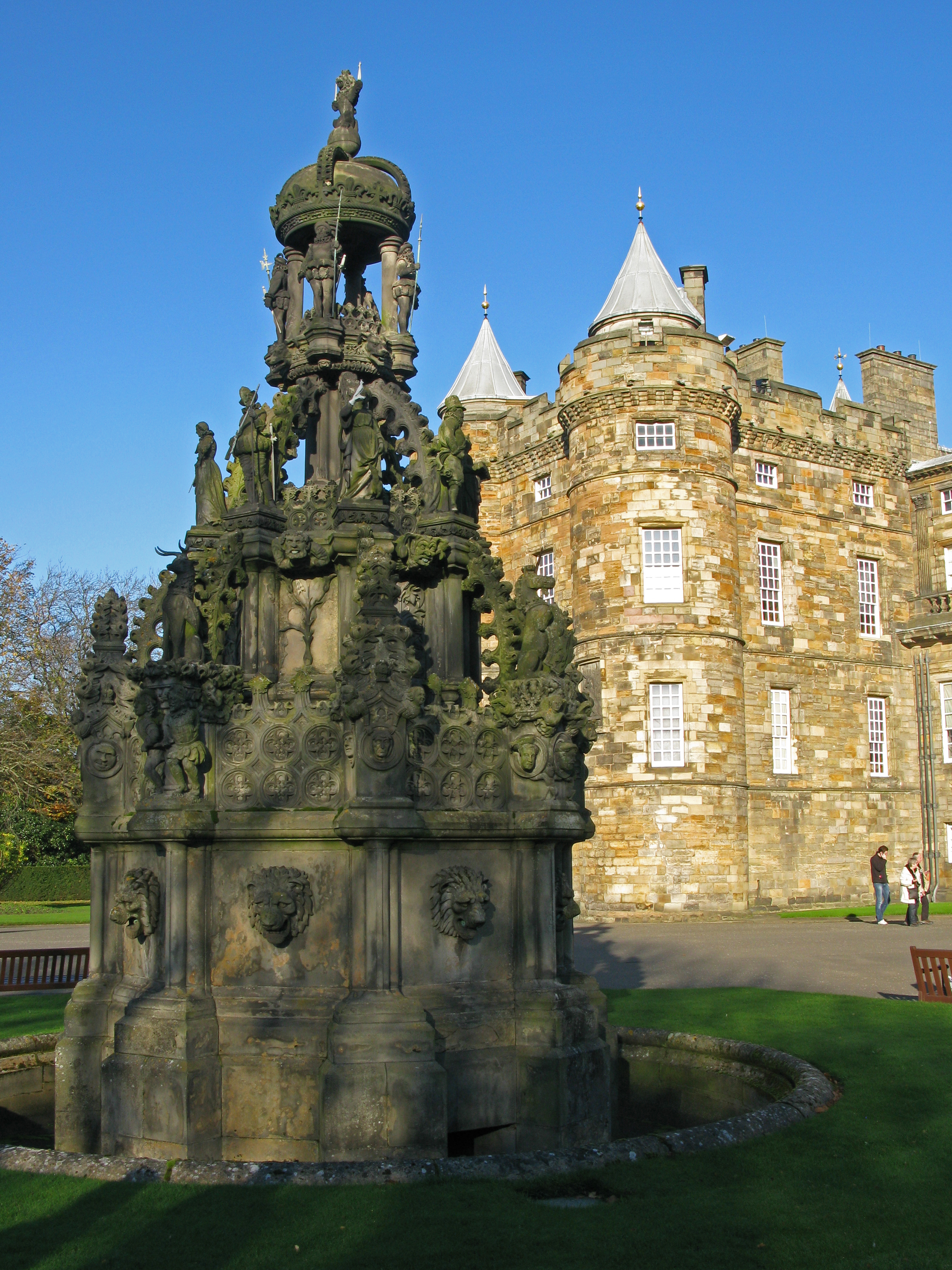
Brunnen
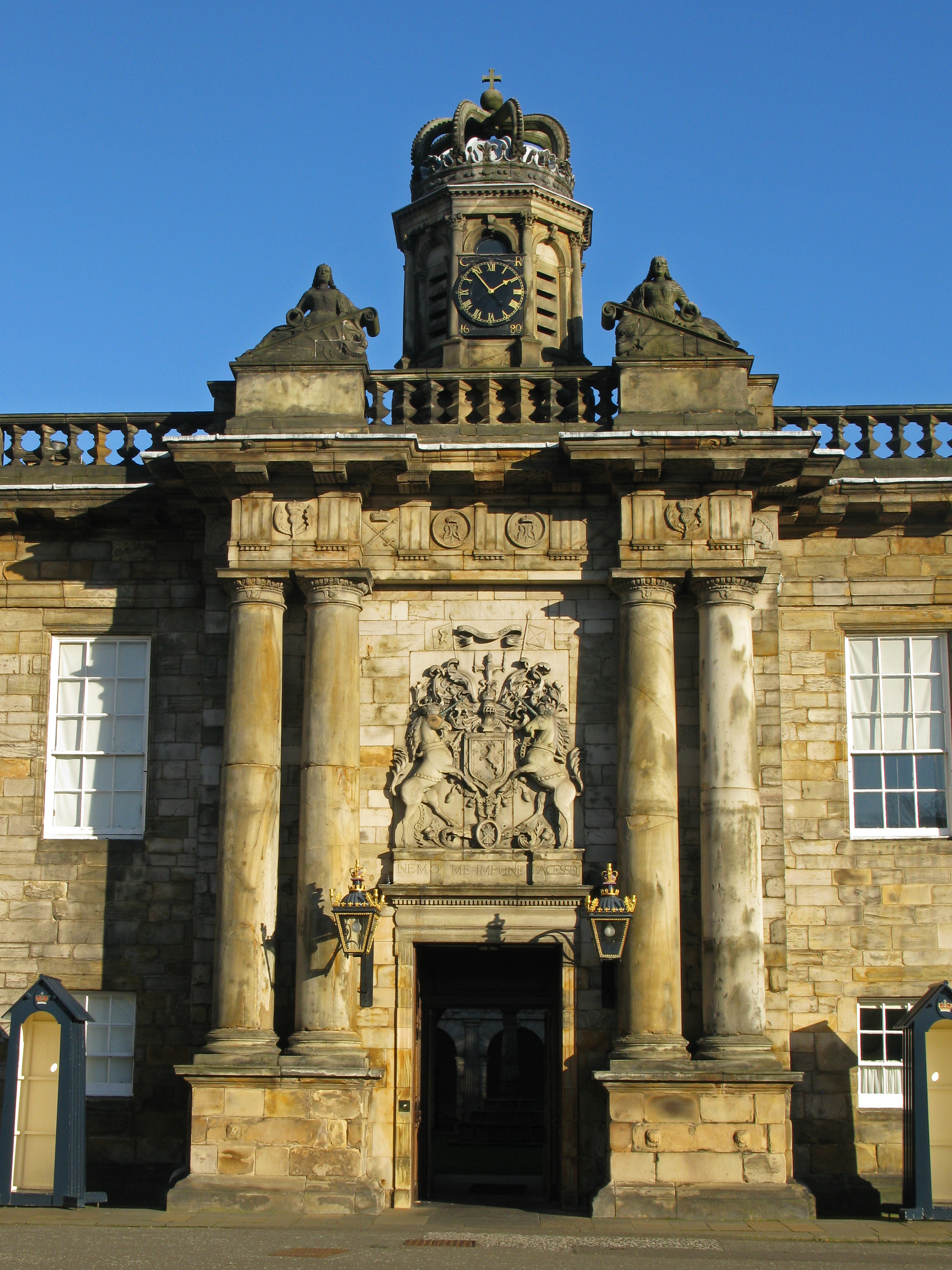
Hauptportal
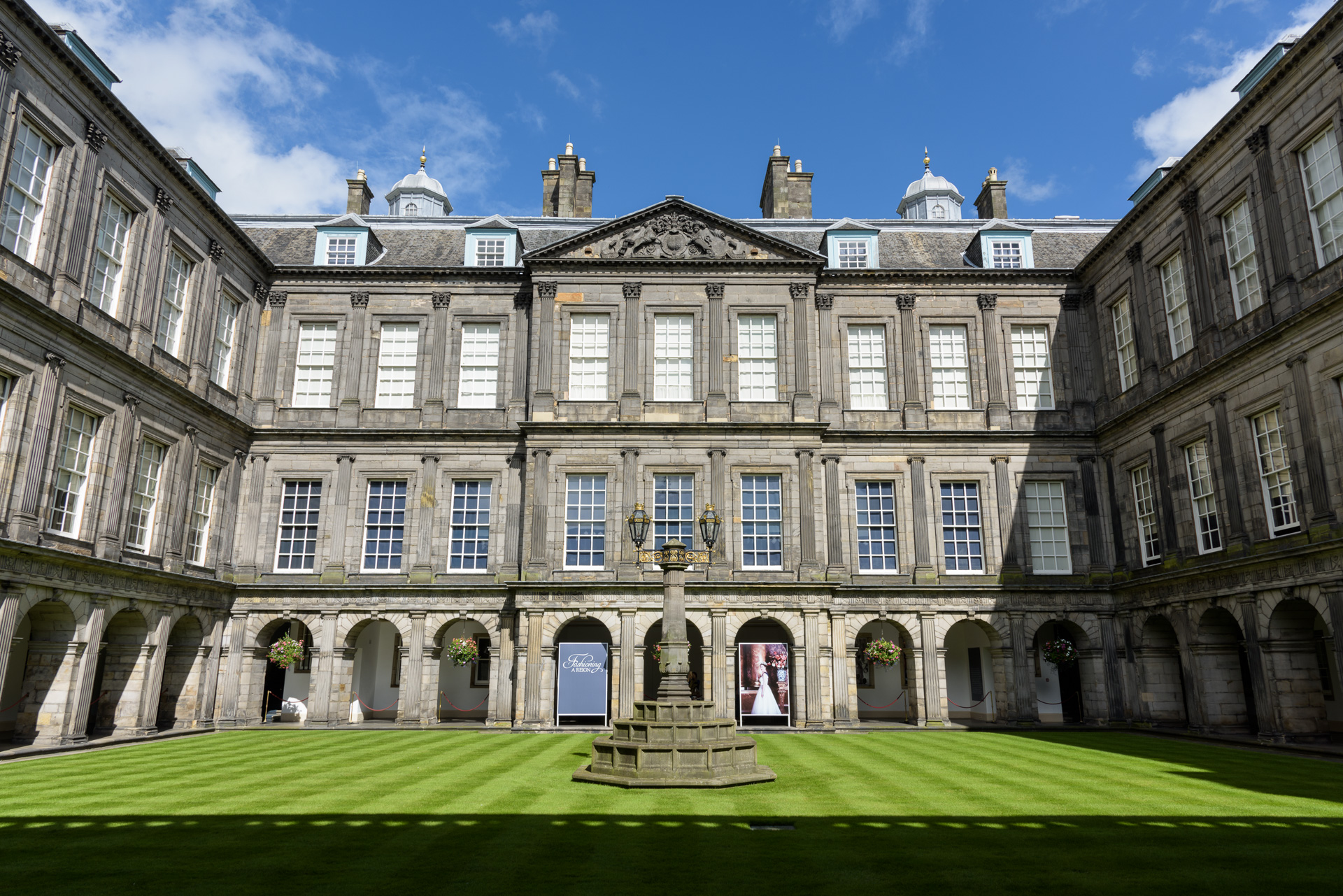
Innenhof

### Innenräume
Ein Teil der Innenräume kann besichtigt werden, wenn die königliche Familie nicht im Schloss weilt. Dazu zählen die historischen Königsgemächer (englisch Historical apartments) im renaissancezeitlichen Nordwestturm des 16. Jahrhunderts und die heutigen Staatsappartements aus dem 17. Jahrhundert.
Die historischen Gemächer des Königs liegen im ersten Obergeschoss. Sie wurden im 17. Jahrhundert für Lord Darnley eingerichtet, aber in späteren Jahrhunderten durch die Königin genutzt. Die Gemächer bestehen aus Vor- bzw. Audienzzimmer (englisch outer chamber), Schlafzimmer (englisch inner chamber) sowie Süd- und Nordkabinett in den Ecktürmchen. Ihre heutige Ausstattung besteht aus barocken Möbeln und flämischen Tapisserien. Im Schlafzimmer des Königs ist ein Himmelbett zu sehen, das wahrscheinlich seit 1672 zur Ausstattung gehört. 1976 wurde es restauriert. Über eine schmale Wendeltreppe in der Mauerstärke ist das Schlafzimmer des Königs mit dem der Königin im Stockwerk darüber verbunden. Die Gemächer der Königin besitzen die gleiche Aufteilung. Trotz späterer Umgestaltungen unter Karl II. besitzt das Schlafzimmer der Königin noch seine originale Eichenholz-Kassettendecke aus dem 16. Jahrhundert. Sie zeigt die Initialen von Maria Stuarts Eltern MR (Maria Regina) und IR (Jacobus Rex). An der Wand findet sich ein breiter Fries aus Grisaillemalereien, der dort 1617 angebracht wurde. Das im Raum befindliche Bett wurde schon in einem Inventar aus dem Jahr 1684 erwähnt. Das benachbarte Vorzimmer der Königin liegt am oberen Ende einer steilen Wendeltreppe. Eine Messingplatte in Bodennähe erinnert an die Ermordung von Maria Stuarts Privatsekretär David Rizzio. In der Ostwand gibt es eine kleine Nische, die früher als Oratorium genutzt wurde. Die Eichenholzdecke zeigt dort ein Andreaskreuz umgeben von einer Königskrone. In dem Raum werden diverse Exponate rund um das Leben Maria Stuarts gezeigt, unter anderem einige Stickereien, welche die Königin während ihrer langen Gefangenschaft in England anfertigte.

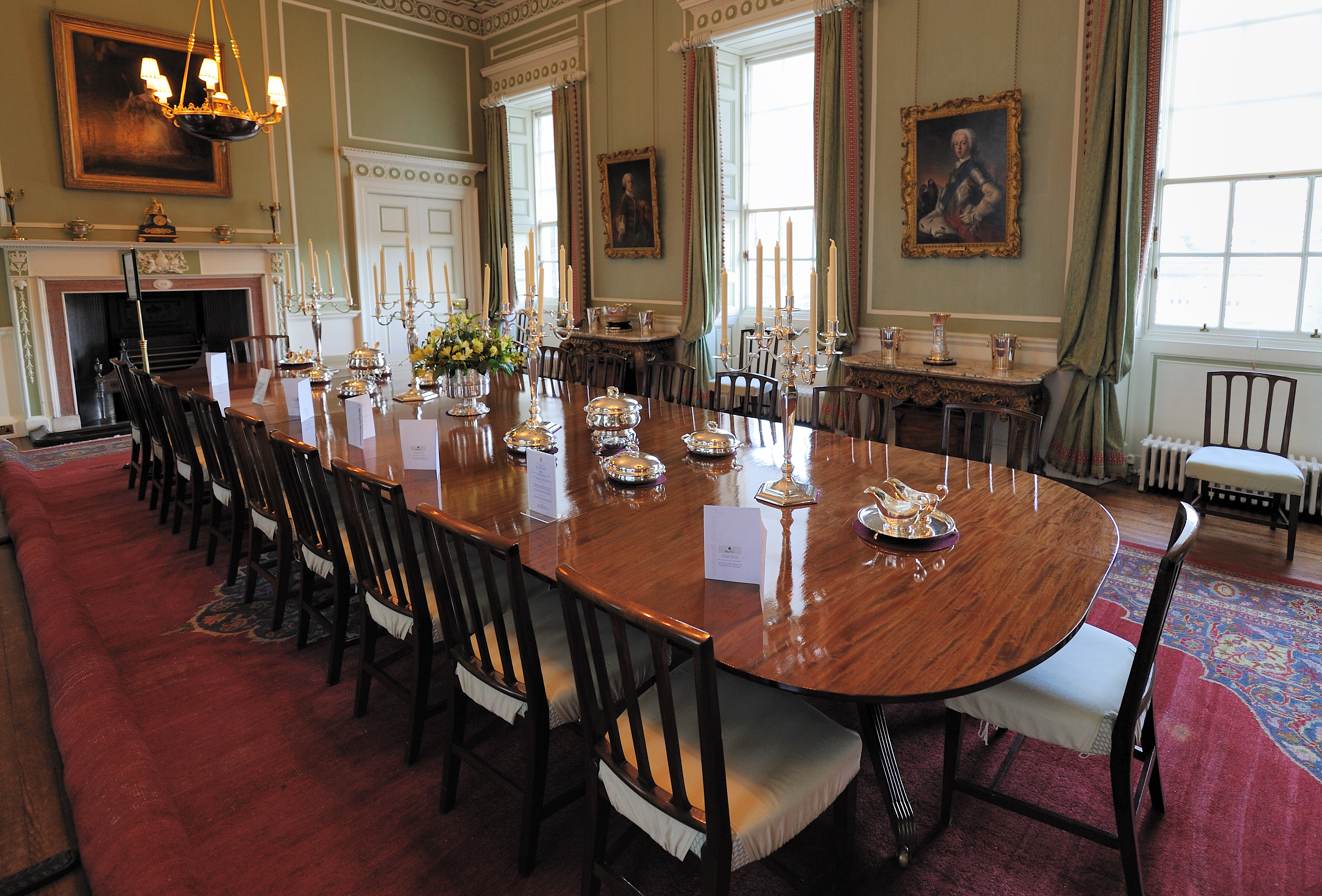
Speisesaal

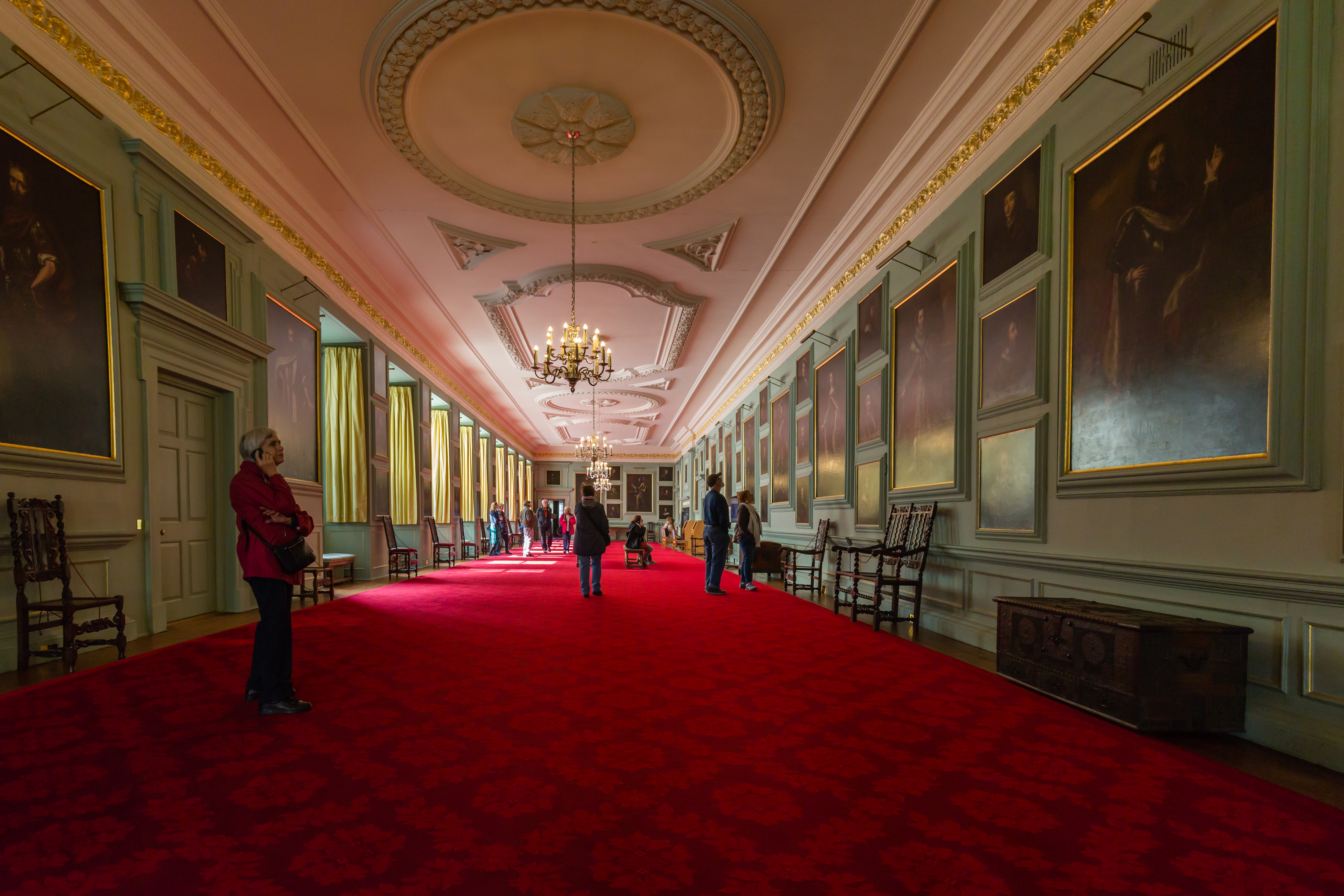
Galerie

Die heutigen Staatsgemächer befinden sich im ersten Obergeschoss. Sie nehmen die gesamte Etage, mit Ausnahme des Nordwestturms, ein und bestehen aus den ehemaligen Appartements des Königs im Süd- und Ostflügel sowie einem Teil der einstigen Appartements der Königin im Westflügel. Die Zimmer wurden nach den Wünschen Karls II. dekoriert und eingerichtet, obwohl der Monarch nie in Holyrood Palace gewohnt hat. Alle Räume besitzen dekorative Stuckdecken von den Stuckateurmeistern John Hubert und George Dunsterfield. Die Räume sind über eine große Treppe im südlichen Teil des Westflügels erreichbar. An den Wänden des Treppenhauses hängen flämische Tapisserien und Gemälde von Lattanzio Gambara. Letztere sind Teil eines Freskos von etwa 1550, das Szenen aus Ovids Metamorphosen zeigt. Sie wurden 1856 von Prinz Albert in Brescia angeschafft. Nördlich der Treppe liegt der Speisesaal mit einer klassizistischen Einrichtung aus der Zeit um 1800, als der Herzog von Hamilton diesen Teil des Schlosses bewohnte. Zuvor gehörte er zu den Appartements der Königin und war der Saal für die ihre Wachen. In den 1920er Jahren restauriert, wird er heute für kleinere Tischgesellschaften genutzt. Südlich der Treppe liegt der sogenannte Westsalon und nimmt den gesamten Südwestturm des Palasts ein. Sämtliche Holzpartien dieses 1911 renovierten Raums stammen von einer einzigen Eiche aus Yester. Östlich des großen Treppenhauses schließt sich der im Südflügel liegende Thronsaal an, der anlässlich eines Besuchs Georgs IV. 1822 eingerichtet wurde. Die heraldischen Symbole an der Stuckdecke wurden dort jedoch erst zwischen 1856 und 1880 angebracht. an den Wänden hängen Porträts britischer Monarchen. Östlich des Thronsaals liegt der sogenannte Abendsalon (englisch Evening Drawing Room), der früher einmal als Empfangszimmer diente und unter Königin Viktoria renoviert wurde. Die Gobelins an seinen Wänden stammen aus dem 18. Jahrhundert und hingen früher einmal im Buckingham Palace. Nach dem Abendsalon folgt enfilade der Morgensalon (englisch Morning Drawing Room), ein ehemals privater Salon des Königs. Die vier Gobelins an den Wänden zeigen Motive aus der Geschichte Dianas. Sie wurden im 17. Jahrhundert nach Vorlagen Toussaint Dubreuils gefertigt und 1671 für Holyrood Palace gekauft. Die Stühle des Raums besitzen Bezüge, die schottische Damen in den 1920er Jahren für Königin Maria anfertigten. Zur prachtvollen Ausstattung des Salons gehört ein Kamin, dessen Sims und Aufsatz reich mit Schnitzereien verziert ist. In der Mitte des Aufsatzes hängt das allegorische Gemälde Amor und Psyche von Jacob de Wet II. Der Raum wird heute für private Audienzen der Königin genutzt.
Die Räume des Königs im Ostflügel sind über die Große Galerie mit den einstigen Appartements der Königin verbunden. Die 150 × 24 Fuß (etwa 45,7 × 7,3 Meter) messende Galerie ist 20 Fuß (ca. 6,1 Meter) hoch und der größte Raum des gesamten Schlosses. Sie liegt an der Hofseite des Nordflügels und wird auch Gemäldegalerie genannt, weil in ihr 111 Porträts schottischer Monarchen zu sehen sind, die Jacob de Wet II. in der Zeit von 1684 bis 1686 für diesen Raum malte. Im 18. Jahrhundert diente die Galerie Charles Edward Stuart als Ballsaal und wird heutzutage für große Bankette genutzt.

### Schlosspark

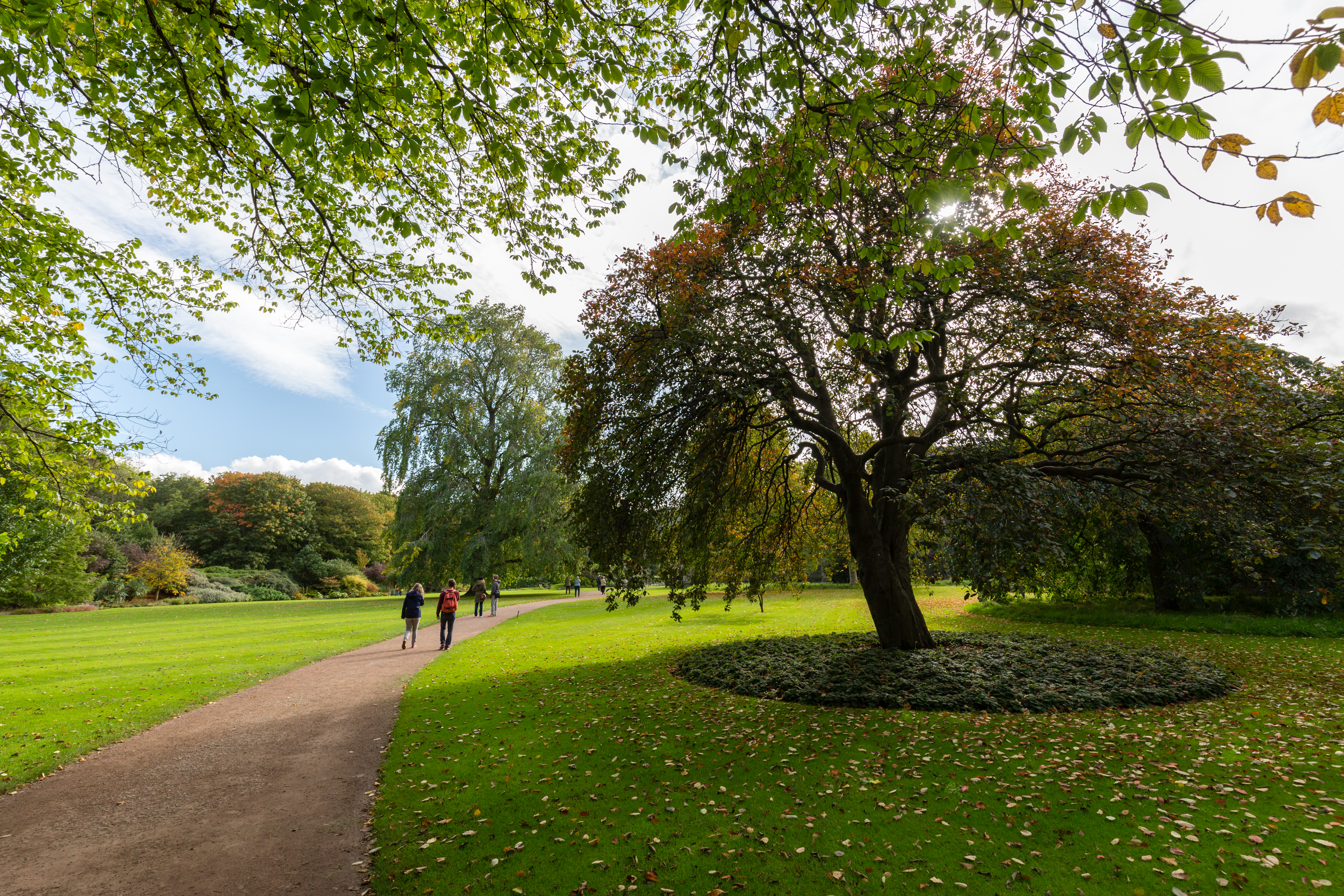
Schlosspark

Holyrood Palace ist von einem rund zehn Acres (ca. vier Hektar) großen Schlosspark umgeben. Er ist Teil des wesentlich größeren Holyrood Parks und wurde im 19. Jahrhundert auf Geheiß Prinz Alberts angelegt. Als Victoria und er mit der Nutzung Holyroods begannen, war der bis dahin nördlich des Palasts liegende, ältere Garten völlig verwildert. Dieser musste einer neuen Kutschenauffahrt weichen und wurde durch einen neuen, wesentlich größeren englischen Landschaftsgarten an der Nord- und Südseite ersetzt. Im Nordteil steht eine Sonnenuhr, die 1633 anlässlich der Krönung Karls I. von John Mylne angefertigt wurde. ebenfalls ein Relikt aus älterer Zeit ist ein kleines Gartenhaus aus dem 16. Jahrhundert, das Queen Mary’s Bath genannt wird.
Alljährlich war der Schlosspark Schauplatz einer Gartenparty der britischen Königin, zu der rund 8000 Gäste geladen wurden. Ein Hügel im Park entpuppte sich bei einer Ausgrabung im Jahr 2006 als eine ehemalige Halde von Küchenabfällen aus dem 17. Jahrhundert.

## Rezeption
Auf seiner Reise von 1854 durch Schottland, die er in seinem Buch Jenseit des Tweed beschrieb, besuchte Theodor Fontane auch den Holyrood Palace. Ein Kapitel des Buches ist diesem Besuch gewidmet.